# 21st Century Schizoid Band
21st Century Schizoid Band er en udløber af musikgruppen King Crimson, dannet i 2002.
Navnet kommer fra den berømte sang "21st Century Schizoid Man" på det første King Crimson-album, In the Court of the Crimson King. I det oprindelige 21st Century Schizoid Band var der Mel Collins (saxofon, fløjte og tangenter), Michael Giles (trommer), Peter Giles (bas), Ian McDonald (saxofon, fløjte og tangenter), og senere kom Jakko Jakszyk (Michael Giles' svigersøn) med på guitar og sang.
Gruppen har spillet live og koncentreret sig primært om gamle King Crimson-kompositioner. De har udgivet tre album, mest med live-musik, men også med nye kompositioner. Ian Wallace, endnu et gammelt King Crimson-medlem, erstattede Michael Giles i 2003, umiddelbart før udgivelsen af det tredje album.